# Филдинг, Ролло, 11-й граф Денби
Уильям Рудольф Майкл Филдинг, известный как Ролло Филдинг (англ. Rollo Feilding; 2 августа 1943 — 23 марта 1995) — британский аристократ, 11-й граф Денби, 11-й виконт Филдинг и 11-й барон Филдинг в пэрстве Великобритании, 10-й граф Десмонд, 10-й виконт Каллан и 10-й барон Филдинг в пэрстве Ирландии с 1966 года.

## Биография
Ролло Филдинг родился в 1943 году в семье Уильяма Филдинга, 10-го графа Денби, и его жены Агнес Хардинг. Получил образование в Итонском колледже, работал менеджером по рекламе, промоутером ряда поп-групп, дилером Rolls-Royce. После смерти отца в 1966 году занял место в Палате лордов как 11-й граф. Участвовал в гонках на спортивных автомобилях, увлекался мотоспортом и совершал путешествия на мотоцикле по всему миру.
В 1965 году Филдинг женился на Кэролайн Джудит Вивьен Кук, дочери Джеффри Кука. В этом браке родились:
- Саманта Клэр Барбара (1966), жена Гая Харли[3];
- Луиза Хелен София (1969), жена Ричарда Бартона[3];
- Александр (1970), 12-й граф Денби[3][4].